# Saint-Chaffrey
Saint-Chaffrey település Franciaországban, Hautes-Alpes megyében. Lakosainak száma 1504 fő (2022. január 1.). Saint-Chaffrey Briançon, Puy-Saint-André, Puy-Saint-Pierre, La Salle-les-Alpes és Val-des-Prés községekkel határos.

## Népesség
A település népessége az elmúlt években az alábbi módon változott:
| Lakosok száma | 831  | 1287 | 1424 | 1706 | 1654 | 1643 | 1604 | 1531 | 1523 | 1504 |
|               | 1968 | 1982 | 1990 | 2006 | 2013 | 2015 | 2017 | 2019 | 2020 | 2022 |